# Astragalus ulaschensis
Astragalus ulaschensis är en ärtväxtart som beskrevs av Hub.-mor. och Reese. Astragalus ulaschensis ingår i släktet vedlar, och familjen ärtväxter. Inga underarter finns listade i Catalogue of Life.